# Academia de Letras de Teófilo Otoni
Academia de Letras de Teófilo Otoni fundada oficialmente em 20 de dezembro de 2002, é composta por 30 membros titulares e efetivos, cada cadeira é designada numericamente e tem um patrono, imutável, em homenagem a personalidades que tenham se notabilizado nas letras, nas ciências, nas artes, na política, na educação e na imprensa, conta ainda com um quadro social de membros correspondentes, honorários, beneméritos e convidados de honra.
A entidade tem por objetivos: congregar pessoas que se dediquem às atividades literária e artística nas mais diversas formas de expressões, realizar estudos e pesquisas na área da literatura local e regional; promover incentivar a cultura através da realização de conferência, exposições e a divulgação da vida e da obra de personagens histórico e figuras literária que ajudaram a construir a grandeza do município e região; coletar, pesquisar, elaborar e divulgar estudos e informações de cunho cultural, relacionados ao interesse da entidade, e, por fim, promover o aprimoramento da língua pátria nos seus aspectos científico, histórico e artístico.